# Parque nacional Nitmiluk
El Parque Nacional Nitmiluk es un parque nacional del Territorio del Norte (Australia), ubicado a 244 km al sureste de Darwin. Fue creado alrededor de una serie de gargantas del río Katherine y las cataratas Edith.
Las gargantas que se observan en el paisaje tienen gran significación ceremonial para el pueblo Jawoyn, considerados los custodios del parque.
Las gargantas pueden ser exploradas en canoa y en botes de fondo plano. En la época de sequía, las gargantas se separan a medida que disminuye el flujo del río. En época de lluvia están interconectadas.
Hay un centro para visitantes en la Garganta Katherine, ubicado a unos 30 km al este del pueblo de Katherine. Hay información disponible sobre la geología, los paisajes y la historia aborigen de esta parque nacional. Se pueden reservar visitas guiadas en el parque o en el centro de visitantes de Katherine.

## Véase también

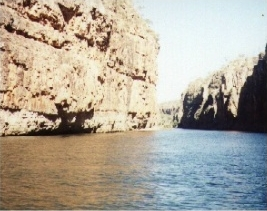
Garganta Katherine
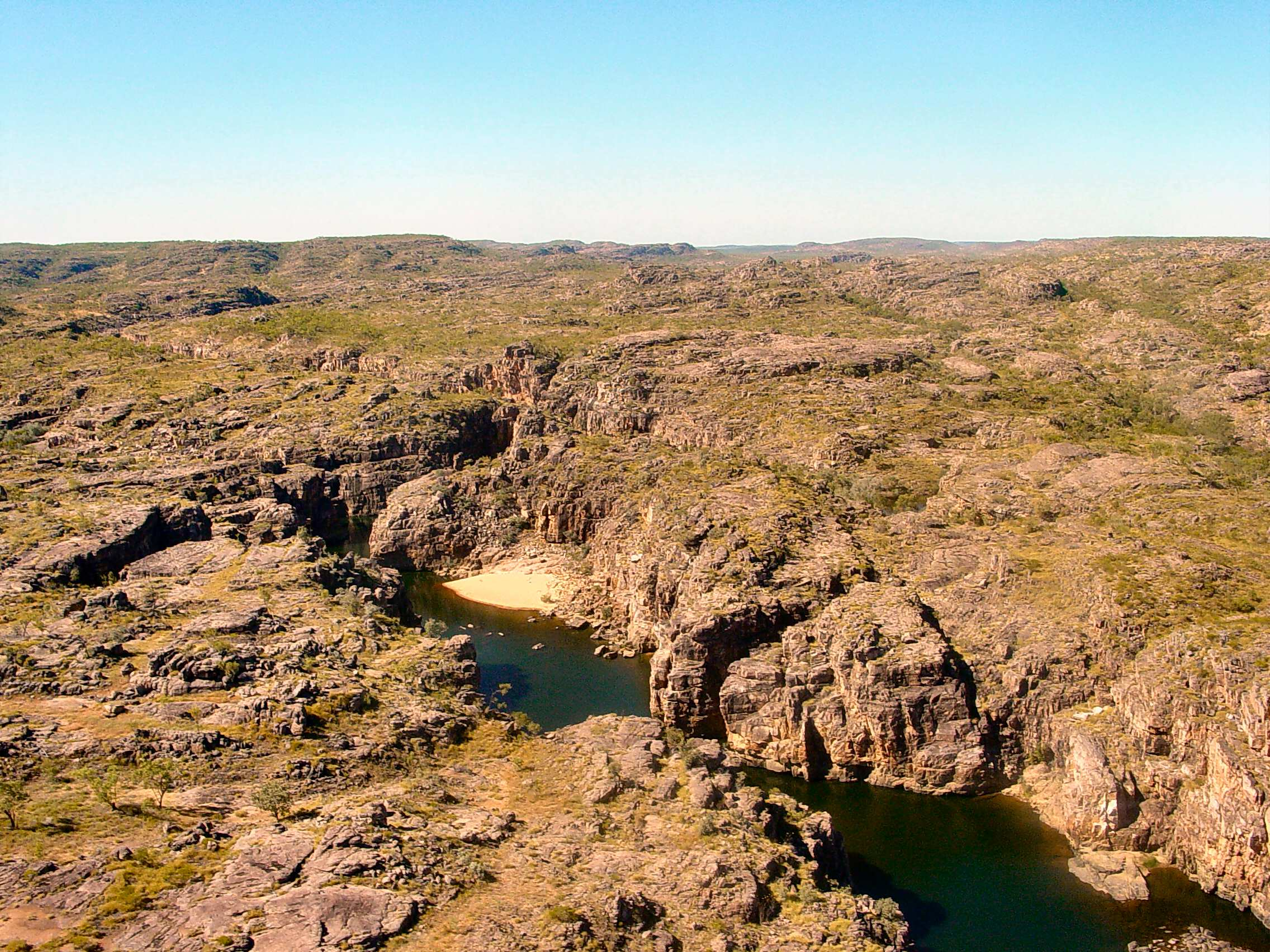
Nitmiluk desde el aire (probablemente la sexta garganta).